# Lavernock
Lavernock (walisisch Larnog) ist ein hamlet im Vale of Glamorgan an der walisischen Küste, 11 km (7 mi) südlich von Cardiff zwischen Penarth und Sully. Das Dorf hat Technikgeschichte geschrieben, weil von Flat Holm die erste kabellose Morsenachricht über das offene Meer dorthin übertragen wurde.

## Die erste Funknachricht über offenes Meer

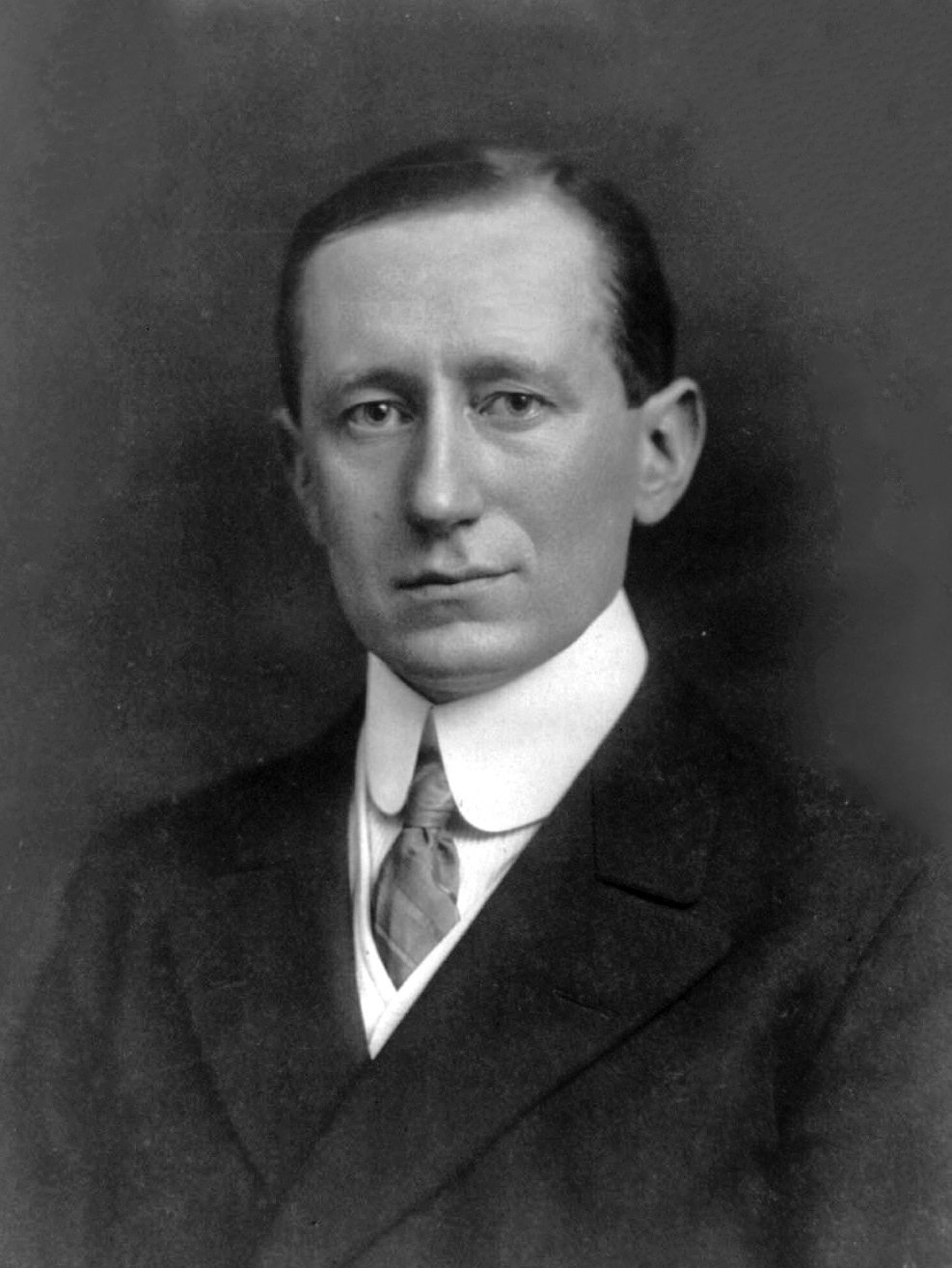
Guglielmo Marconi

Nach Tests über Land im Salisbury Plain im März 1897 sandte der 22-jährige italienische Erfinder Guglielmo Marconi am 13. Mai 1897 das erste kabellose Signal über das offene Meer von Flat Holm nach Lavernock Point. Er wurde dabei von dem Post Office Engineer George Kemp aus Cardiff unterstützt. Marconi hatte es nicht geschafft, die Italienische Regierung von seiner Erfindung zu begeistern, und so brachte er sein Telegrafiesystem nach Großbritannien. Er begegnete William Henry Preece, einem Waliser, der zu dieser Zeit der Chief Engineer des General Post Office und eine bedeutende Persönlichkeit auf diesem Feld war. Marconi und Preece errichteten einen 34 m hohen Transmitter auf Flat Holm und einen 30 m hohen Empfänger bei Lavernock Point. Die ersten Versuche am 11. und 12. Mai scheiterten. Am 13. Mai wurde der Mast in Lavernock auf 50 m erhöht, woraufhin die Signale deutlich empfangen wurden. Die Nachricht in Morsezeichen war „Are you ready“; das originale Papier mit dem Morsecode mit Unterschriften von Marconi und Kemp befindet sich im National Museum of Wales.
Nach der ersten Übertragung wurden detaillierte technische Daten über die Ausrüstung der beiden Sender und die Lautstärke in beide Richtungen übermittelt. Marconi übermittelte, dass er eine Frequenz (einen Funken) mit 20 in (510 mm) verwendete.

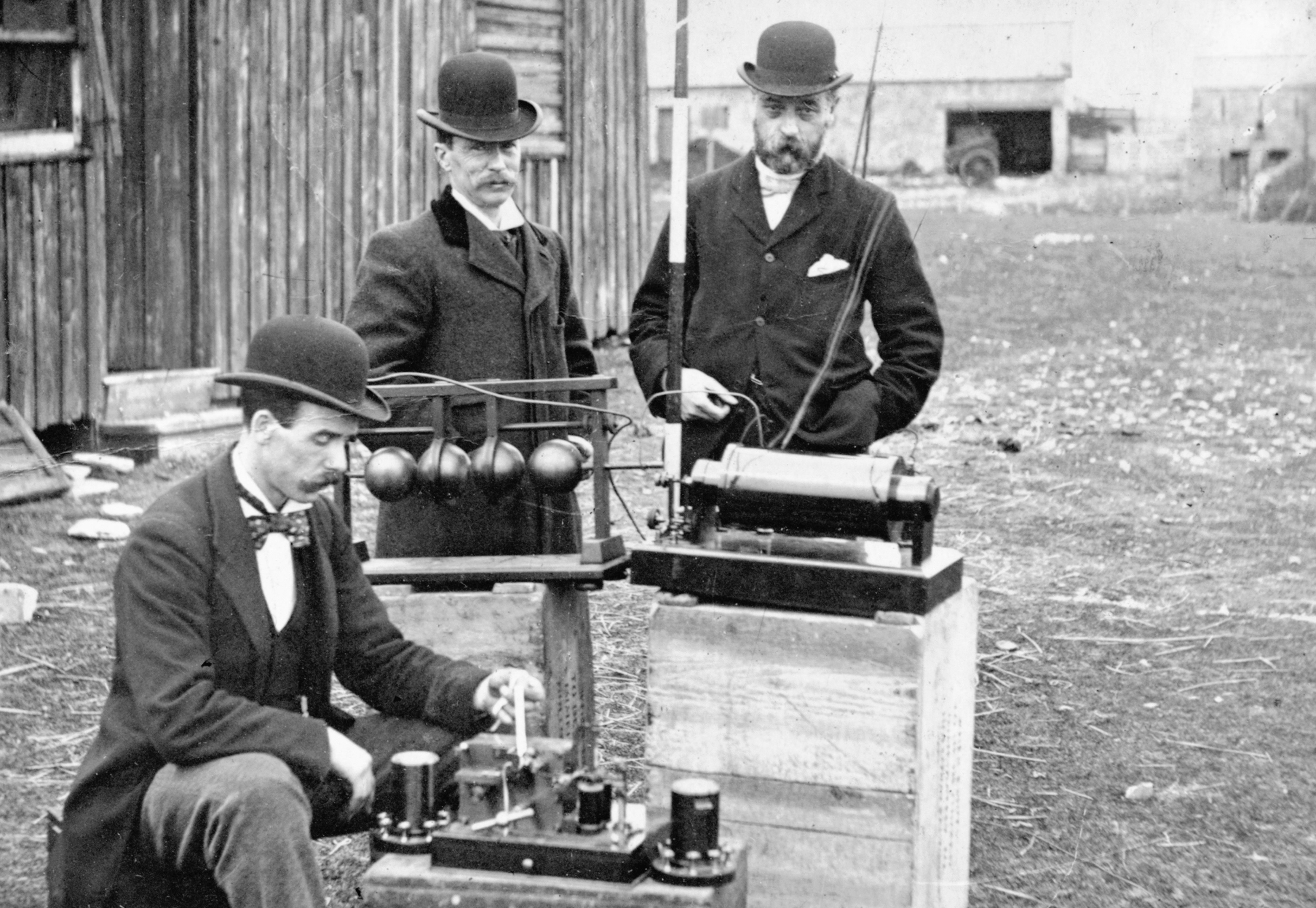
Post Office Engineers mit der Ausrüstung von Marconi

Der Erfolg stellte sich nach mehreren Tagen von Versuch und Misslingen ein, in denen die Frequenz eingestellt wurde. Danach wurden ausgiebige Tests unter unterschiedlichen Wetterbedingungen und mit verschiedenen Bauweisen der Ausrüstung durchgeführt. Marconi wurde durch William Henry Preece, den damaligen Engineer-in-Chief des Post Office, unterstützt, der selbst bereits acht Jahre davor radio-telegraphische Morsesignale über Coniston Water versandt hatte. Preece war erst vor kurzem als Berater der Bristol Corporation’s Electricity Departments (1883–1893) eingestellt worden. Die Post Office Engineers, unter anderem George Kemp, der ein ausführliches Tagebuch dieser Ereignisse führte, hatten schon seit einigen Monaten auf Lavernock Point Versuche angestellt. Kemp beschreibt in seinem Tagebuch die folgenden Experimente:
"Mr. Marconis Apparat wurde auf den Klippen von Lavernock Point aufgestellt, die etwa 20 yards (18,28 m) über dem Meeresspiegel liegen. Hier errichteten wir einen Mast mit 30 yards (27,4 m), auf dessen Spitze eine zylindrische Zink-Kappe angebracht war mit 2 yards (1,82 m) Höhe und 1 yard (91 cm) Durchmesser.
Verbunden mit dieser Kappe war ein isolierter Kupferdraht zu einer Seite des Detektors, dessen andere Seite mit einem Draht verbunden war, der von der Klippe bis hinunter zum Meer führte. Auf Flat Holm wurde Mr. Preeces Apparat aufgestellt, die Rühmkorfflampe erzeugte genauso 20 in (50 cm)-Funken durch eine achtzellige Batterie.
Am 10. Mai wurden die Experimente zu Mr. Preeces elektro-magnetischer Übertragung wiederholt, auch mit hervorragendem Erfolg.
Die nächsten Tage waren ereignisreiche Tage in der Geschichte von Mr. Marconi. Am 11. und 12. waren die Experimente nicht zufriedenstellend – schlimmer noch, sie scheiterten – und das Schcksal seines neuen Systems schien zu wanken.
Eine Idee rettete es. Am 13. Mai wurde der Apparat an den Strand am Fuße des Hügels gebracht und mit einem weiteren 20 yards (18,28 m) langen Kabel mit dem Mast darüber verbunden, so dass die Antenne eine Höhe von insgesamt 50 yards (45,7 m) erreichte. Ergebnis, die Instrumente, die zwei Tage lang keine lesbaren Signale aufgezeichnet hatten, ließen die Signale klar und unverfälscht erklingen, und das alles durch die Ergänzung von ein paar yards Kabel!"
Marconis neue Geräte wurden demnach verwendet in Verbindung mit Geräten, die bereits vom Post Office genutzt wurden. Die ersten Tests waren so erfolgreich auf der Entfernung von „drei und einer drittel Meile“ (6 km), dass schnell die Entscheidung folgte, die Telegraphenausrüstung von Flat Holm nach Brean Down Fort bei Weston Super Mare zu transportieren, wodurch die Entfernung zum Lavernock Point Transmitter auf 10 mi (ca. 16 km) erhöht wurde.
Nach diesen erfolgreichen Versuchen brachte Marconi seine neuen Patentrechte in seine Wireless Telegraph and Signal Company ein, was leider eine weitere Zusammenarbeit mit den Post Office Engineers unmöglich machte. George Kemp verließ darauf jedoch sofort seine Stellung und wurde „Head of Engineering Development“ in Marconis Firma.
1948 wurde eine Bronze-Plakette vom Cardiff Rotary Club in der kürzlich geschlossenen Kirche St. Lawrence, Lavernock, angebracht, die an die historische Radio-Übertragung vor damals 50 Jahren erinnern sollte. Die kleine Steinhütte, die Marconi zur Unterbringung seiner experimentellen Radio-Telegraphie-Ausrüstung nutzte, steht noch immer auf der Klippe am Ende des Weges bei Lower Cosmeston Farmhouse.

## DieBays of Lavernock
Von den späten 1890ern bis 1968 waren Lavernock und die nahegelegenen Bays of St Mary’s Well und Strände von Swanbridge (mit dem Watt-Wanderweg nach Sully Island) beliebte Ziele von Tagesausflüglern (day trippers) aus den South Wales Valleys, Newport, Cardiff, Penarth und Barry. Die Strände waren voll mit Besuchern an den Wochenenden und den Bank Holidays im Sommer. Teilweise tausende Urlauber nutzten einen Eisstand, zwei Cafés, das Pub Golden Hind und das Lavernock Bay Hotel. Bis in die 1960er kamen die meisten Besucher mit den Dampfzügen, die auf der Taff Vale Railway nach Barry Island verkehrten.
Nachdem die Bahnlinie durch die Beeching-Axt geschlossen worden war, gingen die Besucherzahlen dramatisch zurück und die Tourismusbetriebe mussten schließen.

## Lavernock Point
Lavernock Point ist eine Landzunge (headlands and bays) an der Küste von Südwales mit Blick auf den Bristolkanal und die gegenüberliegende Somerset Coast.
Eine gedachte Linie zwischen Lavernock Point und Sand Point (Somerset) markiert die untere Grenze zwischen dem Ästuar des Severn und dem eigentlichen Bristolkanal. Der Tidenhub im Bristol-Kanal beträgt 15 m (49 ft); er wird nur durch den Tidenhub in der Bay of Fundy in Ost-Kanada übertroffen. Aufgrund des extremen Tidenhubs gibt es bei jeder Tide stundenlang sehr starke Strömungen, die bis über 7 kn (13 km/h) erreichen können.

## Severn Barrage (Gezeitenkraftwerk)
Sofern ein Gezeitenkraftwerk (Severn Barrage) gebaut würde, könnte dies erhebliche Konsequenzen für Lavernock nach sich ziehen. Es wurden mehrere Studien dazu in Auftrag gegeben. Die neueste stammt von 2007, als John Hutton, Secretary of State for Business, Enterprise and Regulatory Reform einen Bericht der Sustainable Development Commission anforderte. Eine mögliche Baustrecke erstreckt sich von Lavernock Point nach Brean Down in Somerset.
Die Idee, ein Gezeitenkraftwerk mit 8,6 GW zu bauen, das fünf Prozent des Stromverbrauchs von Großbritannien decken würde, wird von vielen Umweltschutzgruppen bekämpft.

## Geologie
Von Penarth her kommend, fällt bei Lavernock Point zunächst eine Klippe der Blue Anchor Formation ins Auge, unterhalb der massive Kalksteinblöcke zum Küstenschutz eingebracht wurden. Zwischen dieser Stelle und dem Point tritt die Westbury Formation in den Klippen und vor der Küste zu Tage. Sie enthält eine dünne, unregelmäßige Sandsteinschicht, in der Pyrit vorkommt, und Teile eines Bone bed mit Knochen und Zähnen von Fischen und Reptilien. Stücke davon kann man gelegentlich am Strand finden.
Westlich von Lavernock Point steht die Blue-Lias-Formation an und in den Klippen von St. Mary’s Well Bay wird sie in eine leichte Synklinale gefaltet; ihre drei Abschnitte (St. Mary’s Well Bay Formation, Lavernock Shales und Porthkerry Formation) sind leicht zu erkennen. Am Point enthalten die Kalksteinschichten große Gruppen der Auster Liostrea. Weiter nach Westen, auf den jüngeren Schichten, findet man die plattgedrückten Schalen des Ammoniten Psiloceras.
Im Juni 2015 wurde bekannt gegeben, dass die Brüder Nick und Rob Hanigan die Fossilien einer neuen Dinosaurierart am Strand entdeckt haben. Die Fossilien gehören zu einem etwa hundegroßen Theropoden, einem „cousin of the giant Tyrannosaurus Rex“.

## Lavernock Fort
Am Point wurde in den 1860ern das Lavernock Fort mit einer Geschützstellung von der Royal Commission errichtet. Das Fort verfügte über drei 7’’ Rifled muzzle loader (Vorderlader)-Kanonen, um die Zugänge des Kanals zu den Häfen von Cardiff und Bristol zu schützen. Bereits vor 1895 wurde die Stellung mit einer vierten Kanone verstärkt und 1903 wurden alle vier Kanonen ersetzt durch zwei Rapid Fire 6’’ (152 mm) Naval Guns.
Eine Einheit mit zwei Suchscheinwerfern wurde während des Zweiten Weltkriegs aufgestellt. Die Umbauten im Zweiten Weltkrieg waren Teil des Fixed Defences, Severn Scheme und schützten den Atlantic shipping convoy de-grouping zone Cardiff, Barry and Flat Holm. Heute ist die verbliebene Abteilung der Geschützstellung ein Ancient Monument. Dazu gehören die Kanonenstellungen, die Richtungs- und Entfernungsmessungs-Stellung, die Mannschafts- und Offiziersquartiere. Die Hauptzufahrtsstraße von Lavernock Point heißt noch immer 'Fort Road'.

## Royal Observer Corps
Wenige Meter entfernt von Marconis Hütte befindet sich Penarths einziger Royal Observer Corps (ROC)-Suchscheinwerferposten. Die Stellung wurde vom Air Ministry auf Teilen des militärischen Gebietes bei der Lavernock Gun Battery errichtet. Die freiwilligen ROC-Observer entdeckten viele Angriffe der Nazi-Luftwaffe und aktivierten die Alarmkette.
1962 wurde ein Atom-Schutzraum bei Penarth Clifftop für die ROC (OS Grid Ref: ST 1858 6903) errichtet, die in den 1960ern ihre Operationen verlagert hatten zur Überwachung von Atomexplosionen mit unterirdischen Geräten. Sie sollten die Bevölkerung bei einem Ausbruch eines Atomkriegs warnen. Während der Kubakrise im selben Jahr verbrachten die Observer 10 Tage im Bunker.
Der Bunker wurde von der ROC 1975 aufgelöst, nachdem mehrfach Vandalismus aufgetreten war. Das Royal Observer Corps selbst wurde im Dezember 1995 nach dem Ende des Kalten Krieges aufgelöst.

## Naturreservat
Das Naturreservat ist durch die Kombination mit den historischen Einrichtungen besonders sehenswert. Auf den unbearbeiteten KalksteinKlippen und dem Grasland gedeihen unter anderem Dyer’s Greenweed (Färber-Ginster, Genista tinctoria), Devil’s-bit Scabious (Teufelsabbiss, Succisa pratensis), Common spotted orchid (Fuchs’ Knabenkraut, Dactylorhiza fuchsii) und Fleabane (Flohkräuter, Pulicaria). Mehr als 26 Arten von Schmetterlingen wurden in über zwanzig Jahren Aufzeichnung beobachtet.
Lavernock und die nahegelegenen Cosmeston Lakes sind weiterhin ein wichtiger Rastplatz für Zugvögel. Das Reservat wird vom Wildlife Trust of South & West Wales betreut.

## Monkstone Lighthouse
Das Monkstone Lighthouse ⊙ steht im Bristolkanal in der Nähe von Lavernock Point. Der erste Leuchtturm wurde dort 1839 errichtet. Die ursprüngliche Eisenkonstruktion wurde 1993 ersetzt. Der jetzige Leuchtturm wird durch Solarstrom betrieben und von Trinity House unterhalten. Er besteht aus einem Steinturm, der durch Eisenbänder verstärkt ist, mit einem roten Turm aus glasfaserverstärktem Kunststoff.

## Gegenwart

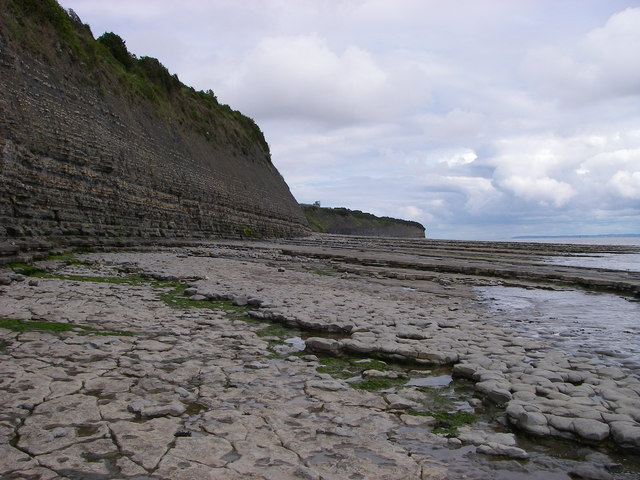
The geology-rich strata of Lavernock cliffs

Die Lavernock Railway Station wurde verkauft, und weite Strecken der alten Eisenbahntrasse zwischen der Fort Road Bridge und Lower Penarth sind als Grüne Route noch zugänglich.
Lavernock, St Mary’s Well Bay und Swanbridge sind von Penarth noch immer über den Klippenpfad erreichbar.
Der alte Cafe Car Park bei Swanbridge wurde zu dem Pub Captain’s Wife.
Das Marconi Holiday Village bei Lavernock Point wird von Lavernock Point Holiday Park betrieben und besteht aus Ferienhäusern, Wohnwagen und Wohnwagenstellplätzen. Der Marconi Club auf dem Gelände ist öffentlich zugänglich.
Die kleine mittelalterliche Pfarrkirche St. Lawrence ist denkmalgeschützt. Sie wurde 2008 geschlossen. Das Gebäude wird von einer Gruppe Ehrenamtlicher erhalten und renoviert. An bestimmten Tagen werden noch Gottesdienste abgehalten.

## Freizeitattraktionen
- Cosmeston Lakes Country Park zeigt Wasservögel und bietet Möglichkeiten zu Spaziergängen am See sowie das Living Museum at Cosmeston Medieval Village.
- Aussichten auf die Inseln Flat Holm und Steep Holm.
- Swanbridge and Sully Island sind historische Inseln mit Relikten von Römern, Kelten und Schmugglern.
- In drei Kilometer Entfernung liegt The Bendricks mit der einzigen bekannten Fußspur eines Dinosauriers aus der Trias in Britannien.